# Igarapé Grande

Igarapé Grande este un oraș în unitatea federativă Maranhão (MA), Brazilia.